# Prometheus (espaçonave)
Prometheus foi um projeto de espaçonave tripulado para decolagem vertical e pouso horizontal, este conceito de avião espacial foi proposto pela Orbital Sciences Corporation no final de 2010 como parte do segundo estágio do programa Commercial Crew Development (CCDev) da NASA. O Projeto Prometheus foi baseado em um projeto anterior da NASA, o HL-20 Personnel Launch System.